# 213637 Lemarchal
213637 Lemarchal è un asteroide della fascia principale. Scoperto nel 2002, presenta un'orbita caratterizzata da un semiasse maggiore pari a 2,6063760 UA e da un'eccentricità di 0,0993729, inclinata di 4,44864° rispetto all'eclittica.